# Académie Fratellini
L'Académie  Fratellini, située au 1-9 rue des Cheminots dans le quartier de La Plaine Saint-Denis à Saint-Denis, est une école supérieure des arts du cirque, inaugurée en 2003, qui succède à l'école nationale de cirque fondée en 1974 par Annie Fratellini et Pierre Étaix. L'Académie Fratellini est également un lieu de création et de diffusion de spectacles de cirque contemporain. Elle propose également des cours de cirque aux amateurs.
L'école supérieure des arts du cirque délivre un Diplôme National Supérieur Professionnel d'artiste de cirque (niveau licence) en trois années reposant sur l'alternance entre cours et temps professionnels.
Au-delà de ses enseignements professionnels ou amateurs, l’Académie Fratellini multiplie les actions sociales et pédagogiques envers tous les publics.
L'Académie Fratellini dispose de deux chapiteaux et d'une halle sur une surface de 1,5 ha et de trois studios d'entraînement pour les arts du cirque. Actuellement en travaux, elle disposera bientôt de quatre studios.

## Formation supérieure aux arts du cirque
L’Académie Fratellini forme des jeunes du monde entier au métier d’artiste de cirque, au sein de son CFA (Centre de Formation d’Apprentis). En trois ans, les apprentis admis sur concours, obtiennent un diplôme d’enseignement supérieur en même temps qu’une expérience professionnelle.
Cette formation fondée sur l’alternance entre formation et temps professionnels, est le moteur d’un projet unique en Europe destiné à l’enseignement, la création et la diffusion des arts du cirque.

## École amateur
L’Académie Fratellini propose une école amateur réputée et de qualité, encadrée par des enseignants professionnels.
Enfants, adolescents et adultes viennent concrétiser leurs rêves au travers d’un enseignement adapté, ludique et technique, allant de la découverte au perfectionnement et axé sur les valeurs circassiennes de partage, de solidarité et de responsabilité.
En lien étroit avec les autres activités de l’Académie (école supérieure, diffusion de spectacles), l’école amateur contribue par diverses actions à sensibiliser le regard du spectateur, et former par là un public attentif et actif.
Les cours, accessibles dès cinq ans, sont dispensés tout au long de l’année aux enfants, adolescents et adultes.

## Bâtiments
Sur un ancien terrain industriel naguère reconverti en parkings pour la coupe du monde de football, les architectes Patrick Bouchain et Loïc Julienne ont imaginé en 2003 les bâtiments de Académie Fratellini, initialement conçus pour être éphémères.
L'Académie ayant pérennisé sa présence, l'agence d'Architecture Atelier du Pont reprend le flambeau à partir de 2021 pour réhabiliter les bâtiments existants et agrandir l'Académie avec une importante démarche de réemploi.

## Histoire
Annie Fratellini et Pierre Etaix fondent en 1974 à Paris dans le 14e arrondissement la première école de cirque ouverte à toutes et tous.
Cette école préfigure le courant du nouveau cirque : les enseignements mêlent techniques de cirque, musique et dramaturgie. Il n'y a pas d’entracte, pas d’animaux, pas de Monsieur Loyal.
L’école devient un lycée professionnel, déménage plus tard dans le 19e arrondissement de Paris, et enfin à Saint-Denis.

## Construction de l'Académie Fratellini
Au décès d’Annie Fratellini en 1997, l’école est en difficulté. Le chapiteau n’est plus aux normes techniques et l’environnement social du site s’est fortement dégradé. Comment alors poursuivre l’aventure, transmettre les valeurs et "l’esprit" d’Annie ?
Son frère Paul reprend le flambeau et sollicite Laurent Gachet pour imaginer un nouveau projet. Ce dernier confie aux architectes Patrick Bouchain et Loïc Julienne la construction d’un équipement inédit.
À la faveur de l’année du cirque en 2001-2002, le paysage se structure et le ministère de la Culture valide le financement de cette nouvelle école supérieure. L’Académie Fratellini est inaugurée en 2003. Elle abrite une école supérieure (Centre de Formation d’Apprentis) et un centre de création et de diffusion. Une double casquette unique au monde.

### Moyens d'accès
- Ligne D du RER à la gare du Stade de France - Saint-Denis.
- Lignes 139 et 173 du réseau de bus RATP à l'arrêt Landy-Cheminots.